# Lista över talmän i Sveriges riksdag
Detta är en lista över talmän i Sveriges riksdag från början av 1600-talet till idag. Talman blev vanligt från och med 1617 års riksdagsordning och eftersom de fyra stånden adeln, prästerna, borgarna och bönderna sammanträdde var för sig hade varje stånd en egen talman.
När ståndsriksdagen avskaffades 1866 infördes istället tvåkammarriksdagen och även dessa sammanträdde var för sig, vilket innebar att första och andra kammaren hade varsin talman. Denna ordning kvarstod till den sista tvåkammarriksdagen 1970. Sedan 1971 har Sverige haft enkammarriksdag och därmed endast en talman i taget.

## Ståndsriksdagen (1627–1866)
Ärkebiskopen var självskriven talman för prästeståndet (om han inte kunde närvara skulle man välja någon annan biskop, vanligtvis biskopen i Linköping) och för borgarna var det vanligtvis Stockholms borgmästare som innehade posten. För adeln och bönderna valdes dock ny talman för varje riksdag, även om det var vanligt att samme man valdes för flera riksdagar i rad. Adelns talman, som benämndes lantmarskalk, utsågs av kungen, medan böndernas valdes inom ståndet när man församlades till varje riksdag.
Även om adelns och böndernas talmän alltså valdes på nytt inför varje riksdag listas de här nedan utefter hur många riksdagar i rad de var talmän vid.
| Riksdag          | Höglovliga Ridderskapet och Adeln Lantmarskalk     | Höglovliga Ridderskapet och Adeln Lantmarskalk | Höglovliga Ridderskapet och Adeln Lantmarskalk | Högvördiga Prästerskapet Prästeståndets talman | Högvördiga Prästerskapet Prästeståndets talman | Högvördiga Prästerskapet Prästeståndets talman | Vällovliga Borgarståndet Borgarståndets talman | Vällovliga Borgarståndet Borgarståndets talman | Vällovliga Borgarståndet Borgarståndets talman | Hedervärda Bondeståndet Bondeståndets talman             | Hedervärda Bondeståndet Bondeståndets talman | Hedervärda Bondeståndet Bondeståndets talman |
| Riksdag          | Namn                                               | Bild                                           | Politisk tillhörighet                          | Namn                                           | Bild                                           | Politisk tillhörighet                          | Namn                                           | Bild                                           | Politisk tillhörighet                          | Namn                                                     | Bild                                         | Politisk tillhörighet                        |
| ---------------- | -------------------------------------------------- | ---------------------------------------------- | ---------------------------------------------- | ---------------------------------------------- | ---------------------------------------------- | ---------------------------------------------- | ---------------------------------------------- | ---------------------------------------------- | ---------------------------------------------- | -------------------------------------------------------- | -------------------------------------------- | -------------------------------------------- |
| 1627             | Johan Eriksson Sparre (1587–1632)                  |                                                | –                                              | Ingen uppgift                                  | Ingen uppgift                                  | Ingen uppgift                                  | Ingen uppgift                                  | Ingen uppgift                                  | Ingen uppgift                                  | Ingen uppgift                                            | Ingen uppgift                                | Ingen uppgift                                |
| 1627–1628        | Johan Eriksson Sparre (1587–1632)                  |                                                | –                                              | Ingen uppgift                                  | Ingen uppgift                                  | Ingen uppgift                                  | Ingen uppgift                                  | Ingen uppgift                                  | Ingen uppgift                                  | Ingen uppgift                                            | Ingen uppgift                                | Ingen uppgift                                |
| 1629             | Per Brahe den yngre (1602–1680)                    |                                                | –                                              | Ingen uppgift                                  | Ingen uppgift                                  | Ingen uppgift                                  | Ingen uppgift                                  | Ingen uppgift                                  | Ingen uppgift                                  | Ingen uppgift                                            | Ingen uppgift                                | Ingen uppgift                                |
| 1630             | Johan Pontusson De la Gardie (1582–1642)           |                                                | –                                              | Ingen uppgift                                  | Ingen uppgift                                  | Ingen uppgift                                  | Ingen uppgift                                  | Ingen uppgift                                  | Ingen uppgift                                  | Ingen uppgift                                            | Ingen uppgift                                | Ingen uppgift                                |
| 1631             | Åke Axelsson (Natt och Dag) (1594–1655)            |                                                | –                                              | Ingen uppgift                                  | Ingen uppgift                                  | Ingen uppgift                                  | Ingen uppgift                                  | Ingen uppgift                                  | Ingen uppgift                                  | Ingen uppgift                                            | Ingen uppgift                                | Ingen uppgift                                |
| 1632 (februari)  | Åke Axelsson (Natt och Dag) (1594–1655)            |                                                | –                                              | Ingen uppgift                                  | Ingen uppgift                                  | Ingen uppgift                                  | Ingen uppgift                                  | Ingen uppgift                                  | Ingen uppgift                                  | Ingen uppgift                                            | Ingen uppgift                                | Ingen uppgift                                |
| 1632 (november)  | Åke Axelsson (Natt och Dag) (1594–1655)            |                                                | –                                              | Ingen uppgift                                  | Ingen uppgift                                  | Ingen uppgift                                  | Ingen uppgift                                  | Ingen uppgift                                  | Ingen uppgift                                  | Ingen uppgift                                            | Ingen uppgift                                | Ingen uppgift                                |
| 1633             | Lars Eriksson Sparre (1590–1644)                   |                                                | –                                              | Ingen uppgift                                  | Ingen uppgift                                  | Ingen uppgift                                  | Ingen uppgift                                  | Ingen uppgift                                  | Ingen uppgift                                  | Nils Persson Mällby, Tuna (?–?)                          | -                                            | –                                            |
| 1634             | Lars Eriksson Sparre (1590–1644)                   | Laurentius Paulinus Gothus (1565–1646)         | –                                              |                                                | –                                              |                                                | Ingen uppgift                                  | Ingen uppgift                                  | Ingen uppgift                                  | Nils Persson Mällby, Tuna (?–?)                          | -                                            | –                                            |
| 1635             | Lars Eriksson Sparre (1590–1644)                   | Laurentius Paulinus Gothus (1565–1646)         | –                                              |                                                | –                                              |                                                | Ingen uppgift                                  | Ingen uppgift                                  | Ingen uppgift                                  | Nils Persson Mällby, Tuna (?–?)                          | -                                            | –                                            |
| 1636             | Lars Eriksson Sparre (1590–1644)                   | Laurentius Paulinus Gothus (1565–1646)         | –                                              |                                                | –                                              |                                                | Ingen uppgift                                  | Ingen uppgift                                  | Ingen uppgift                                  |                                                          |                                              |                                              |
| 1638             | Lars Eriksson Sparre (1590–1644)                   | Laurentius Paulinus Gothus (1565–1646)         | –                                              | Peder Gavelius (1601–1645)                     | –                                              | –                                              | –                                              | Måns Dagsson Väckelsång (?–?)                  | –                                              | –                                                        |                                              |                                              |
| 1640             | Lars Eriksson Sparre (1590–1644)                   | Laurentius Paulinus Gothus (1565–1646)         | –                                              | Peder Gavelius (1601–1645)                     | –                                              | –                                              | –                                              | Nils Persson Mällby, Tuna (?–?)                | –                                              | –                                                        |                                              |                                              |
| 1642             | Erik Karlsson Gyllenstierna (1602–1647)            | Laurentius Paulinus Gothus (1565–1646)         |                                                | Peder Gavelius (1601–1645)                     | –                                              | –                                              | –                                              | –                                              | Anders Olovsson Älvkarleby (?–?)               | –                                                        | –                                            |                                              |
| 1643             | Henrik Klasson Fleming (1584–1650)                 | Laurentius Paulinus Gothus (1565–1646)         |                                                | Peder Gavelius (1601–1645)                     | –                                              | –                                              | –                                              | –                                              | Erik Matsson i Skråmsta                        | –                                                        | –                                            |                                              |
| 1644             | Henrik Klasson Fleming (1584–1650)                 | Laurentius Paulinus Gothus (1565–1646)         | Jacob Grundel den äldre (1590–1663)            | –                                              | –                                              | –                                              |                                                | –                                              | Erik Matsson i Skråmsta                        | –                                                        | –                                            |                                              |
| –                | Gabriel Gabrielsson Oxenstierna (1618–1647)        | Laurentius Paulinus Gothus (1565–1646)         | Jacob Grundel den äldre (1590–1663)            | –                                              | –                                              | –                                              |                                                | –                                              | Erik Matsson i Skråmsta                        | –                                                        | –                                            |                                              |
| 1647             | Bengt Skytte (1614–1683)                           |                                                | Jacob Grundel den äldre (1590–1663)            | –                                              | –                                              | –                                              | Jonas Magni Wexionensis (1583–1651)            | –                                              | Erik Matsson i Skråmsta                        | –                                                        | –                                            | –                                            |
| 1649             | Svante Larsson Sparre (1623–1652)                  |                                                | –                                              | Johannes Canuti Lenaeus (1573–1669)            |                                                | –                                              | Nils Nilsson (?–1664)                          | –                                              | –                                              | Nils Larsson i Blidsberg, (1587-1690)                    | –                                            | –                                            |
| 1650             | Svante Larsson Sparre (1623–1652)                  | Per Eriksson (Wast) (1596–1680)                | –                                              | Johannes Canuti Lenaeus (1573–1669)            | –                                              | –                                              | Nils Nilsson (?–1664)                          | –                                              | –                                              | –                                                        |                                              |                                              |
| 1652             | Christer Bonde (1621–1659)                         |                                                | –                                              | Johannes Canuti Lenaeus (1573–1669)            | Nils Larsson i Blidsberg, (1587-1690)          | –                                              | Nils Nilsson (?–1664)                          | –                                              | –                                              | –                                                        | –                                            |                                              |
| 1654             | Erik Henriksson Fleming (1616–1679)                |                                                | –                                              | Johannes Canuti Lenaeus (1573–1669)            | Per Eriksson (Wast) (1596–1680)                | –                                              | Nils Nilsson (?–1664)                          | –                                              | –                                              | -                                                        | –                                            |                                              |
| 1655             | Erik Henriksson Fleming (1616–1679)                | Peder Claesson Prytz (161?–1659)               | –                                              | Johannes Canuti Lenaeus (1573–1669)            | Per Eriksson (Wast) (1596–1680)                | –                                              | –                                              | –                                              |                                                | -                                                        | –                                            |                                              |
| 1660 (Göteborg)  | Gustaf Knutsson Posse (1626–1676)                  |                                                | –                                              | Samuel Enander (1607–1670)                     | Per Eriksson (Wast) (1596–1680)                |                                                | –                                              | Johan Claesson Prytz (1621–1667)               | –                                              | -                                                        | –                                            | –                                            |
| 1660 (Stockholm) | Per Persson Sparre (1633–1669)                     |                                                | –                                              | Samuel Enander (1607–1670)                     | Matts Ingemundsson (?–?)                       | -                                              | –                                              | Johan Claesson Prytz (1621–1667)               | –                                              | –                                                        |                                              | –                                            |
| 1664             | Per Persson Sparre (1633–1669)                     | Johannes Canuti Lenaeus (1573–1669)            | –                                              |                                                | Matts Ingemundsson (?–?)                       | -                                              | –                                              | Wilhelm Leuhusen (1599–1667)                   | –                                              | –                                                        | –                                            |                                              |
| 1668             | Johan Göransson Gyllenstierna (1635–1680)          |                                                | –                                              | Erik Gabrielsson Emporagrius (1606–1674)       |                                                | –                                              | Olof Thegner (1615–1689)                       |                                                | –                                              | Per Andersson i Krogslätt, Fässberg (?–?)                | –                                            | –                                            |
| 1672             | Gustaf Oxenstierna (1626–1693)                     |                                                | –                                              | Laurentius Stigzelius (1598–1676)              |                                                | –                                              | Anders Gerner (1632–1683)                      | –                                              | –                                              | Anders Göransson (?–?)                                   | –                                            | –                                            |
| 1675             | Gustaf Duwall (1630–1692)                          |                                                | –                                              | Laurentius Stigzelius (1598–1676)              | Olof Thegner (1615–1689)                       | –                                              |                                                | –                                              | Johan Persson i Simtuna (?–?)                  | –                                                        | –                                            |                                              |
| 1678             | Henrik Falkenberg (1634–1691)                      |                                                | –                                              | Johannes Baazius den yngre (1626–1681)         | Olof Thegner (1615–1689)                       |                                                | –                                              | –                                              | Olof Tyreson (?–?)                             | –                                                        | –                                            |                                              |
| 1680             | Claes Fleming (1649–1685)                          |                                                | –                                              | Johannes Baazius den yngre (1626–1681)         | Olof Thegner (1615–1689)                       | Nils Larsson (?–?)                             | –                                              | –                                              | –                                              | –                                                        |                                              |                                              |
| 1682–1683        | Fabian Wrede (1641–1712)                           |                                                | –                                              | Olof Svebilius (1624–1700)                     | Olof Thegner (1615–1689)                       |                                                | –                                              | –                                              | Didrik Christersson (?–?)                      | –                                                        | –                                            |                                              |
| 1686             | Erik Lindschöld (1634–1690)                        |                                                | –                                              | Olof Svebilius (1624–1700)                     | Daniel Caméen (1625–1692)                      | –                                              | –                                              | –                                              | Peder Olofsson (1630–1692)                     |                                                          | –                                            |                                              |
| 1689             | Nils Gyldenstolpe (1642–1709)                      |                                                | –                                              | Olof Svebilius (1624–1700)                     | Daniel Caméen (1625–1692)                      | –                                              | –                                              | –                                              | Gudmund Jonsson i Bjärke (?–?)                 | –                                                        | –                                            |                                              |
| 1693             | Jakob Gyllenborg (1648–1701)                       |                                                | –                                              | Olof Svebilius (1624–1700)                     | Michael Törne (1644–1694)                      | –                                              | –                                              | –                                              | Anders Svensson (?–1711)                       | –                                                        | –                                            |                                              |
| 1697             | Nils Gripenhielm (1648–1701)                       |                                                | –                                              | Olof Svebilius (1624–1700)                     | Gustaf Holmström (1648–1648)                   | –                                              | –                                              | –                                              | Nils Andersson i Svensarva (1654–1713)         | –                                                        | –                                            |                                              |
| 1710             | Hans Clerck (1639–1711)                            |                                                | –                                              | Haquin Spegel \| (1645–1714)                   |                                                | –                                              | Anders von Hyltéen (1669–1721)                 | –                                              | –                                              | Hans Staffansson i Bro (?–?)                             | –                                            | –                                            |
| 1713–1714        | Johan Creutz (1651–1726)                           |                                                | –                                              | Haquin Spegel \| (1645–1714)                   |                                                | –                                              | Anders von Hyltéen (1669–1721)                 | –                                              | –                                              | Hans Staffansson i Bro (?–?)                             | –                                            | –                                            |
| 1719             | Pehr Lennartsson Ribbing (1670–1719)               |                                                | –                                              | Mattias Steuchius (1644–1730)                  |                                                | –                                              | Anders von Hyltéen (1669–1721)                 | –                                              | –                                              | Hans Staffansson i Bro (?–?)                             | –                                            | –                                            |
| 1719             | Anders Leijonstedt (1649–1725)                     |                                                | –                                              | Mattias Steuchius (1644–1730)                  |                                                | –                                              | Anders von Hyltéen (1669–1721)                 | –                                              | –                                              | Hans Staffansson i Bro (?–?)                             | –                                            | –                                            |
| 1720             | Arvid Horn (1664–1742)                             |                                                | Mösspartiet                                    | Mattias Steuchius (1644–1730)                  | Jakob Bunge (1663–1731)                        | –                                              | –                                              | –                                              | Jacob Ohlsson i Hästekälla (1679–1738)         | –                                                        | –                                            |                                              |
| 1723             | Swen Lagerberg (1672–1746)                         |                                                | Mösspartiet                                    | Torsten Rudeen (1661–1729)                     | Jakob Bunge (1663–1731)                        |                                                | –                                              | –                                              | Mösspartiet (från 1726)                        | Johan Andersson Lund, Frösön (?–?)                       | –                                            | –                                            |
| 1726–1727        | Arvid Horn (1664–1742)                             |                                                | Mösspartiet                                    | Torsten Rudeen (1661–1729)                     | Johan Boström (1662–1731)                      | –                                              | –                                              | Per Larsson (1666-1736)                        | Mösspartiet (från 1726)                        |                                                          | -                                            |                                              |
| 1731             | Arvid Horn (1664–1742)                             | Johannes Steuchius (1676–1742)                 | Mösspartiet                                    |                                                | Johan Boström (1662–1731)                      | –                                              | –                                              | Mösspartiet (från 1738)                        | Håkan Olofsson (1660–1737)                     | –                                                        | –                                            |                                              |
| 1734             | Charles Emil Lewenhaupt den äldre (1691–1743)      | Johannes Steuchius (1676–1742)                 |                                                | Hattpartiet                                    | Peter Aulævill (1677–1767)                     | –                                              | Hattpartiet                                    | Mösspartiet (från 1738)                        | Lars Andersson (?–?)                           | –                                                        | –                                            |                                              |
| 1738–1739        | Carl Gustaf Tessin (1695–1770)                     | Johannes Steuchius (1676–1742)                 |                                                | Hattpartiet                                    | Peter Aulævill (1677–1767)                     | –                                              | Hattpartiet                                    | Mösspartiet (från 1738)                        | Olof Håkansson (1695–1769)                     |                                                          | Hattpartiet (från 1751)                      |                                              |
| 1740–1741        | Charles Emil Lewenhaupt den äldre (1691–1743)      |                                                | Hattpartiet                                    | Erik Benzelius den yngre (1675–1743)           | Peter Aulævill (1677–1767)                     | –                                              | Hattpartiet                                    |                                                | Olof Håkansson (1695–1769)                     | Hattpartiet                                              | Hattpartiet (från 1751)                      |                                              |
| 1742–1743        | Mattias Alexander von Ungern-Sternberg (1689–1763) |                                                | Mösspartiet                                    | Erik Benzelius den yngre (1675–1743)           | Peter Aulævill (1677–1767)                     | –                                              | Hattpartiet                                    |                                                | Olof Håkansson (1695–1769)                     | Hattpartiet                                              | Hattpartiet (från 1751)                      |                                              |
| 1746–1747        | Mattias Alexander von Ungern-Sternberg (1689–1763) | Jacob Benzelius (1689–1763)                    | Mösspartiet                                    |                                                | Peter Aulævill (1677–1767)                     | –                                              | Hattpartiet                                    | Hattpartiet                                    | Olof Håkansson (1695–1769)                     |                                                          | Hattpartiet (från 1751)                      |                                              |
| 1751–1752        | Henning Adolf Gyllenborg (1713–1775)               |                                                | Hattpartiet                                    | Henric Benzelius (1689–1758)                   |                                                | Hattpartiet                                    | Thomas Plomgren (1702–1754)                    |                                                | Olof Håkansson (1695–1769)                     | Hattpartiet                                              | Hattpartiet (från 1751)                      |                                              |
| 1755–1756        | Axel von Fersen den äldre (1719–1794)              |                                                | Hattpartiet                                    | Henric Benzelius (1689–1758)                   | Gustaf Kierman (1702–1766)                     | Hattpartiet                                    |                                                | Hattpartiet                                    | Olof Håkansson (1695–1769)                     |                                                          | Hattpartiet (från 1751)                      |                                              |
| 1760–1762        | Axel von Fersen den äldre (1719–1794)              | Samuel Troilius (1706–1764)                    | Hattpartiet                                    |                                                | Gustaf Kierman (1702–1766)                     | Hattpartiet                                    |                                                | Hattpartiet                                    | Olof Håkansson (1695–1769)                     |                                                          | Hattpartiet (från 1751)                      |                                              |
| 1765–1766        | Thure Gustaf Rudbeck (1714–1786)                   |                                                | Mösspartiet                                    | Magnus Beronius (1692–1775)                    |                                                | Mösspartiet                                    | Carl Fredrik Sebaldt (1713–1792)               | –                                              | Mösspartiet                                    | Josef Hansson (1707/1708–1784)                           |                                              | Mösspartiet                                  |
| 1769–1770        | Axel von Fersen den äldre (1719–1794)              |                                                | Hattpartiet                                    | Petrus Filenius (1704–1780)                    |                                                | Hattpartiet                                    | Engelbert Gother (1708–1775)                   | –                                              | Hattpartiet                                    | Olof Håkansson (1695–1769) Lars Torbiörnsson (1719–1786) |                                              | Hattpartiet                                  |
| 1771–1772        | Axel Gabriel Leijonhufvud (1717–1789)              |                                                | Hattpartiet                                    | Anders Forssenius (1706–1788)                  | –                                              | Mösspartiet                                    | Carl Fredrik Sebaldt (1713–1792)               | –                                              | Mösspartiet                                    | Josef Hansson (1707/1708–1784)                           |                                              | Mösspartiet                                  |
| 1778–1779        | Hugo Herman von Saltza (1726–1785)                 |                                                | Gustavianska partiet                           | Carl Fredrik Mennander (1712–1786)             |                                                | –                                              | Carl Fredrik Ekerman (1743–1792)               |                                                | –                                              | Anders Mattsson (1728–1790)                              |                                              | –                                            |
| 1786             | Johan Didrik Duwall (1723–1801)                    |                                                | –                                              | Uno von Troil (1746–1803)                      |                                                | –                                              | Carl Fredrik Ekerman (1743–1792)               | Nils Svensson i Håslöv (1741–1815)             | –                                              |                                                          | –                                            |                                              |
| 1789             | Charles Emil Lewenhaupt den yngre (1721–1796)      |                                                | Gustavianska partiet                           | Uno von Troil (1746–1803)                      | Anders Bengtsson Lijdbergh (1725–1799)         | –                                              | –                                              | –                                              | Olof Olsson (?–1789)                           | –                                                        | –                                            |                                              |
| 1789             | Charles Emil Lewenhaupt den yngre (1721–1796)      | Anders Andersson i Tavelsjö (1769–1792)        | Gustavianska partiet                           | Uno von Troil (1746–1803)                      | Anders Bengtsson Lijdbergh (1725–1799)         | –                                              | –                                              | –                                              | –                                              | –                                                        |                                              |                                              |
| 1792             | Eric Ruuth (1746–1820)                             | Anders Andersson i Tavelsjö (1769–1792)        |                                                | Uno von Troil (1746–1803)                      | Anders Bengtsson Lijdbergh (1725–1799)         | –                                              | –                                              | –                                              | –                                              | –                                                        | Gustavianska partiet                         |                                              |
| 1800             | Magnus Fredrik Brahe (1756–1826)                   |                                                | Gustavianska partiet                           | Uno von Troil (1746–1803)                      | Carl Ullner (1739–1801)                        | –                                              | –                                              | –                                              | Olof Larsson (1739–1802)                       |                                                          | –                                            |                                              |
| 1809–1810        | Michael Anckarsvärd (1742–1838)                    |                                                | –                                              | Jacob Axelsson Lindblom (1746–1819)            |                                                | –                                              | Hans Niclas Schwan (1764–1829)                 |                                                | –                                              | Lars Olsson i Groröd (1759–1832)                         |                                              | –                                            |
| 1810             | Claes Adolph Fleming (1771–1831)                   |                                                | –                                              | Jacob Axelsson Lindblom (1746–1819)            | Johan Wegelin (1768–1843)                      | –                                              |                                                | –                                              |                                                | Lars Olsson i Groröd (1759–1832)                         |                                              | –                                            |
| 1812             | Carl Lagerbring (1751–1822)                        |                                                | –                                              | Jacob Axelsson Lindblom (1746–1819)            | Hans Niclas Schwan (1764–1829)                 | –                                              |                                                | –                                              |                                                | Lars Olsson i Groröd (1759–1832)                         |                                              | –                                            |
| 1815             | Carl Mörner (1755–1821)                            |                                                | –                                              | Jacob Axelsson Lindblom (1746–1819)            | Hans Niclas Schwan (1764–1829)                 | –                                              |                                                | –                                              |                                                | Lars Olsson i Groröd (1759–1832)                         |                                              | –                                            |
| 1817–1818        | Johan August Sandels (1764–1831)                   |                                                | –                                              | Jacob Axelsson Lindblom (1746–1819)            | Carl Fredrik Landberg (1767–1828)              | –                                              | –                                              | –                                              |                                                | Lars Olsson i Groröd (1759–1832)                         |                                              | –                                            |
| 1823             | Carl De Geer (1781–1861)                           |                                                | –                                              | Carl von Rosenstein (1766–1836)                |                                                | –                                              | Hans Niclas Schwan (1764–1829)                 |                                                | –                                              | Anders Hyckert (1770–1826)                               | –                                            | –                                            |
| 1828–1830        | Carl De Geer (1781–1861)                           | Jonas Ullberg (1767–1844)                      | –                                              | Carl von Rosenstein (1766–1836)                |                                                | –                                              | –                                              | Johan Olsson Longberg (1781–1839)              |                                                | –                                                        |                                              |                                              |
| 1834–1835        | Jacob De la Gardie (1768–1842)                     | Jonas Ullberg (1767–1844)                      |                                                | Carl von Rosenstein (1766–1836)                | –                                              | –                                              | –                                              | Johan Olsson Longberg (1781–1839)              |                                                | –                                                        |                                              |                                              |
| 1840–1841        | Otto Palmstierna (1790–1878)                       |                                                | –                                              | Carl Fredrik af Wingård (1781–1851)            |                                                | –                                              | Lars Gustaf Holm (1795–1860)                   |                                                | –                                              | Anders Ericsson (1798–1880)                              |                                              | –                                            |
| 1844–1845        | Arvid Mauritz Posse (1792–1850)                    |                                                | –                                              | Carl Fredrik af Wingård (1781–1851)            | Hans Jansson i Bräcketorp (1792–1854)          | –                                              | Lars Gustaf Holm (1795–1860)                   |                                                | –                                              | –                                                        |                                              |                                              |
| 1847–1848        | Gustaf Sparre (1802–1886)                          |                                                | –                                              | Carl Fredrik af Wingård (1781–1851)            | Hans Jansson i Bräcketorp (1792–1854)          | –                                              | Lars Gustaf Holm (1795–1860)                   |                                                | –                                              | –                                                        |                                              |                                              |
| 1847–1848        | Henning Hamilton (1814–1886)                       |                                                | –                                              | Carl Fredrik af Wingård (1781–1851)            | Hans Jansson i Bräcketorp (1792–1854)          | –                                              | Lars Gustaf Holm (1795–1860)                   |                                                | –                                              | –                                                        |                                              |                                              |
| 1850–1851        | Lars Herman Gyllenhaal (1790–1858)                 |                                                | –                                              | Carl Fredrik af Wingård (1781–1851)            | Olof Wijk den äldre (1786–1856)                | –                                              |                                                | –                                              | Nils Persson i Ringstorp (1798–1871)           |                                                          | –                                            |                                              |
| 1853–1854        | Henning Hamilton (1814–1886)                       |                                                | Junkerpartiet                                  | Hans Olof Holmström (1784–1855)                |                                                | –                                              | Per Johan Lagergren (1797–1856)                | –                                              | –                                              | Nils Strindlund (1792–1872)                              |                                              | –                                            |
| 1856–1858        | Henning Hamilton (1814–1886)                       | Henrik Reuterdahl (1795–1870)                  | Junkerpartiet                                  |                                                | –                                              | Ferdinand Asker (1812–1897)                    |                                                | –                                              |                                                | Nils Strindlund (1792–1872)                              |                                              | –                                            |
| 1859–1860        | Gustaf Sparre (1802–1886)                          | Henrik Reuterdahl (1795–1870)                  |                                                | –                                              | –                                              | Ferdinand Asker (1812–1897)                    | Nils Persson i Ringstorp (1798–1871)           | –                                              |                                                | –                                                        |                                              |                                              |
| 1862–1863        | Gustaf Lagerbjelke (1817–1895)                     | Henrik Reuterdahl (1795–1870)                  |                                                | Junkerpartiet                                  | –                                              | Johan Gustaf Schwan (1802–1869)                |                                                | –                                              | Nils Larson i Tullus (1822–1896)               |                                                          | –                                            |                                              |
| 1865–1866        | Gustaf Lagerbjelke (1817–1895)                     | Henrik Reuterdahl (1795–1870)                  |                                                | Junkerpartiet                                  | –                                              | Johan Gustaf Schwan (1802–1869)                |                                                | –                                              | Nils Larson i Tullus (1822–1896)               |                                                          | –                                            |                                              |

## Tvåkammarriksdagens talmän (1867–1970)

### Första kammarenstalmän
| Nr | Bild | Namn                                | Tillträdde | Avgick | Politisk tillhörighet | Politisk tillhörighet     | Valkrets                           |
| -- | ---- | ----------------------------------- | ---------- | ------ | --------------------- | ------------------------- | ---------------------------------- |
| 1  |      | Gustaf Lagerbjelke (1817–1895)      | 1867       | 1876   |                       | Partilös                  | Södermanlands län                  |
| 2  |      | Henning Hamilton (1814–1886)        | 1877       | 1877   |                       | Partilös                  | Södermanlands län                  |
| 3  |      | Anton Niklas Sundberg (1818–1900)   | 1878       | 1880   |                       | Partilös                  | Göteborgs och Bohus län            |
| 4  |      | Gustaf Lagerbjelke (1817–1895)      | 1881       | 1891   |                       | Partilös                  | Södermanlands län                  |
| 5  |      | Pehr von Ehrenheim (1823–1918)      | 1891       | 1895   |                       | Protektionistiska partiet | Uppsala län                        |
| 6  |      | Gustaf Sparre (1834–1914)           | 1896       | 1908   |                       | Partilös                  | Västernorrlands län                |
| 7  |      | Christian Lundeberg (1842–1911)     | 1909       | 1911 † |                       | Förenade högerpartiet     | Gävleborgs län                     |
| 8  |      | Ivar Afzelius (1848–1921)           | 1912       | 1915   |                       | Nationella partiet        | Stockholms stad                    |
| 9  |      | Hugo Hamilton (1849–1928)           | 1916       | 1928 † |                       | Partilös                  | Älvsborgs län                      |
| 10 |      | Axel Vennersten (1863–1948)         | 1928       | 1936   |                       | Nationella partiet        | Älvsborgs län                      |
| 11 |      | Johan Nilsson (1873–1963)           | 1937       | 1955   |                       | Högerpartiet              | Blekinge län och Kristianstads län |
| 12 |      | John Bergvall (1892–1959)           | 1956       | 1959 † |                       | Folkpartiet               | Stockholms stad                    |
| 13 |      | Gustaf Valfrid Sundelin (1890–1970) | 1959       | 1964   |                       | Folkpartiet               | Örebro län                         |
| 14 |      | Erik Boheman (1895–1979)            | 1965       | 1970   |                       | Folkpartiet               | Göteborgs stad                     |

### Andra kammarenstalmän
| Nr | Bild | Namn                               | Tillträdde      | Avgick         | Politisk tillhörighet | Politisk tillhörighet    | Valkrets                        |
| -- | ---- | ---------------------------------- | --------------- | -------------- | --------------------- | ------------------------ | ------------------------------- |
| 1  |      | Anton Niklas Sundberg (1818–1900)  | 1867            | 1872           |                       | Partilös                 | Karlstad och Filipstad          |
| 2  |      | Gustaf Ferdinand Asker (1812–1897) | 1873            | 1875           |                       | Partilös                 | Gävle                           |
| 3  |      | Arvid Posse (1820–1901)            | 1876            | 1880           |                       | Lantmannapartiet         | Herrestads och Ljunits härader  |
| 4  |      | Olof Wijk den yngre (1833–1901)    | 1881            | 1890           |                       | Partilös                 | Göteborgs stad                  |
| 5  |      | Gustaf Ryding (1833–1901)          | 1891            | 1891           |                       | Partilös                 | Härnösands, Umeå och Skellefteå |
| 6  |      | Carl Herslow (1836–1933)           | 1892            | 1893           |                       | Centern                  | Malmö stad                      |
| 7  |      | Robert De la Gardie (1823–1916)    | 1894            | 1902           |                       | Partilös                 | Linköpings stad                 |
| 8  |      | Axel Swartling (1840–1918)         | 1903            | 1912           |                       | Lantmannapartiet         | Norrköping                      |
| 9  |      | Carl Carlson Bonde (1850–1913)     | 1913            | 1913 †         |                       | Liberala samlingspartiet | Södermanlands läns södra        |
| 10 |      | Johan Widén (1856–1933)            | 1914            | 1917           |                       | Partilös                 | Jämtlands läns södra            |
| 11 |      | Daniel Persson (1850–1918)         | 1918            | 1918           |                       | Liberala samlingspartiet | Kopparbergs läns norra          |
| 12 |      | Herman Lindqvist (1863–1932)       | 1918            | 1921           |                       | Socialdemokraterna       | Stockholms stads första         |
| 13 |      | Viktor Larsson (1869–1950)         | 1922            | 1923           |                       | Socialdemokraterna       | Västmanlands län                |
| 14 |      | Herman Lindqvist (1863–1932)       | 1924            | 1927           |                       | Socialdemokraterna       | Stockholms stad                 |
| 15 |      | Bernhard Eriksson (1878–1952)      | 1928            | 1932           |                       | Socialdemokraterna       | Kopparbergs län                 |
| 16 |      | August Sävström (1879–1960)        | 1933            | 1952           |                       | Socialdemokraterna       | Gävleborgs län                  |
| 17 |      | Gustaf Nilsson (1900–1977)         | 1953            | 1957           |                       | Socialdemokraterna       | Värmlands län                   |
| 18 |      | Patrik Svensson (1895–1960)        | 10 januari 1958 | 17 juli 1960 † |                       | Socialdemokraterna       | Älvsborgs läns norra            |
| 19 |      | Fridolf Thapper (1899–1974)        | 1960            | 1968           |                       | Socialdemokraterna       | Östergötlands län               |
| 20 |      | Henry Allard (1911–1996)           | 1969            | 1970           |                       | Socialdemokraterna       | Örebro län                      |

## Enkammarriksdagens talmän (från 1971)
| Nr | Porträtt | Talman (Född-Död)              | Ämbetsperiod      | Ämbetsperiod      | Ämbetsperiod       | Politiskt parti | Politiskt parti    | Val            | Valkrets                    | Ref.        |
| Nr | Porträtt | Talman (Född-Död)              | Tillträde         | Frånträde         | Varaktighet        | Politiskt parti | Politiskt parti    | Val            | Valkrets                    | Ref.        |
| -- | -------- | ------------------------------ | ----------------- | ----------------- | ------------------ | --------------- | ------------------ | -------------- | --------------------------- | ----------- |
| 1  |          | Henry Allard (1911–1996)       | 15 januari 1971   | 1 oktober 1979    | 8 år och 259 dagar |                 | Socialdemokraterna | 1970 1973 1976 | Örebro län                  | –           |
| 2  |          | Ingemund Bengtsson (1919–2000) | 1 oktober 1979    | 3 oktober 1988    | 9 år och 2 dagar   |                 | Socialdemokraterna | 1979 1982 1985 | Hallands län                | –           |
| 3  |          | Thage G. Peterson (född 1933)  | 3 oktober 1988    | 30 september 1991 | 2 år och 362 dagar |                 | Socialdemokraterna | 1988           | Stockholms län              | –           |
| 4  |          | Ingegerd Troedsson (1929–2012) | 30 september 1991 | 3 oktober 1994    | 3 år och 3 dagar   |                 | Moderaterna        | 1991           | Uppsala län                 | –           |
| 5  |          | Birgitta Dahl (1937–2024)      | 3 oktober 1994    | 30 september 2002 | 7 år och 362 dagar |                 | Socialdemokraterna | 1994 1998      | Uppsala län                 | –           |
| 6  |          | Björn von Sydow (född 1945)    | 30 september 2002 | 2 oktober 2006    | 4 år och 2 dagar   |                 | Socialdemokraterna | 2002           | Stockholms län              | –           |
| 7  |          | Per Westerberg (född 1951)     | 2 oktober 2006    | 29 september 2014 | 7 år och 362 dagar |                 | Moderaterna        | 2006 2010      | Södermanlands län           | [ 2 ] [ 3 ] |
| 8  |          | Urban Ahlin (född 1964)        | 29 september 2014 | 24 september 2018 | 3 år och 360 dagar |                 | Socialdemokraterna | 2014           | Västra Götalands läns östra | [ 4 ]       |
| 9  |          | Andreas Norlén (född 1973)     | 24 september 2018 | nuvarande         | 6 år och 285 dagar |                 | Moderaterna        | 2018 2022      | Östergötlands län           | [ 5 ] [ 6 ] |